# Мельников-Разведенков, Николай Федотович
Никола́й Федо́тович Ме́льников-Разведе́нков (12 [24] декабря 1866, станица Усть-Медведицкая, область Войска Донского, Российская империя — 20 декабря 1937, Харьков, Украинская ССР, СССР) — русский и советский патологоанатом, доктор медицинских наук, профессор.

## Биография и деятельность
Родился 12 (24) декабря 1866 года в области Войска Донского.
В 1889 году окончил курс на медицинском факультете Московского университета.
В 1890 году стал штатным помощником прозектора кафедры патологической анатомии Московского университета.
В 1895 году Николай защитил докторскую диссертацию приват-доцент по кафедре патологической анатомии. В том же году он разработал метод консервирования патологоанатомических препаратов, с сохранением естественной окраски («Новый способ приготовления анатомических препаратов с сохранением нормальной окраски» // Мед. обозр., 1896, № 1 и 6) за который ему была присуждена премия Загорского. Также в 1895 году Николай стал доктором медицины.
В 1896 году он стал доцентом патологической анатомии.
В 1892 году Мельников-Разведенков организовал в Москве патологоанатомический кружок, в дальнейшем развившийся в Московское общество патологов.
С 1902 по 1918 годы Николай являлся профессором кафедры патологической анатомии в Харьковском университете.
С 1918 по 1920 годы Мельников-Разведенков являлся врачом Красного Креста в Екатеринодаре.
В 1920 году стал одним из инициаторов и организаторов Кубанского медицинского института. С 1920 по 1925 годы был ректором Кубанского медицинского института. В тоже время заведовал кафедрой патологической анатомии и судебной медицины Кубанского медицинского института.
В 1925 году вновь вернулся в Харьков и занял должность директора основанного им Украинского патологоанатомический института Укрнауки (1925—1930).
В 1926 году стал инициатором и организатором Украинского общества патологов.
С 1927 года действительный член Академии наук УССР.
В 1930 году являлся заведующим патоморфологическим отделом Украинского института экспериментальной медицины (Харьков). Со времени возвращения в Харьков состоял членом президиума Главнауки УССР.
Разработал методы бальзамирования тела В. И. Ленина, которые были применены В. П. Воробьевым. После появлении пятен на лице трупа В. И. Ленина был вызван в Москву для дополнительных консультаций, после которых удалось убрать пятна на несколько лет.
Скончался 20 декабря 1937 года в г. Харькове в возрасте 70 лет от рака желчного пузыря после сложной операции на желчных путях. Похоронен на 13-м кладбище в г. Харькове.

## Научные работы
- Об искусственной невосприимчивости к сибирской язве (диссертация, Москва, 1895)
- Новый способ приготовления анатомических препаратов // Мед. обозр., 1996, т. 45, № 5, С. 472—493.
- Альвеолярный эхинококк у человека и у животных. Харьков, 1902.
- Практический курс пат. гистологии (Харьков, 1909; 3-е изд., 1916).
- Пособие к практическому курсу патологической гистологии. Харьков, 1916.
- К учению о миомах желудка // Врач. дело, 1918, № 1, С. 3—12.
- Материалы к патологической анатомии скорбута // Кубанск. науч.-мед. вестн., 1921, № 5—8, С. 187—206.
- О холестеатомах головного и спинного мозга. // Вестн. хир., 1929, т. 18, кн. 53, С. 40—51.
- Актиномикоз центральной нервной системы (1930).
- Патогистология отека (1934).
- Патоморфология аллергических процессов (1936).